# Associazione Calcio Fiorentina 1927-1928
Questa voce raccoglie le informazioni riguardanti l'Associazione Calcio Fiorentina nelle competizioni ufficiali della stagione 1927-1928.

## Stagione

L'ala viola Raffaele Rivolo.

Per la stagione 1927-1928, la Fiorentina prese parte al girone D di Lega Sud di Prima Divisione; da questa annata, il club gigliato giocò con le maglie a strisce biancorosse, parallelamente a quelle inquartate, regalategli dalla Colligiana, memore della fratellanza guelfa tra Colle di Val d'Elsa e Firenze. Per tentare la promozione in massima serie, venne modificata pesantemente la rosa della Fiorentina, introducendo alcuni giovani delle giovanili come Carmelo e Bruno De Santis.
Nel torneo nazionale la Fiorentina fu una delle protagoniste, contendendo al Liberty Bari il primato della classifica. Numerose furono le vittorie, come il 3-0 al Tivoli, il 5-1 con il Savoia, 8-0 ancora con il Tivoli nella partita di ritorno, e 4-1 contro il Savoia nel ritorno; l'ultima partita contro il Bari risultò decisiva per l'andamento del campionato, terminata con la sconfitta per 3-5 che consegnò il primo posto alla squadra pugliese. Con il secondo posto a 18 punti a pari merito con la Ternana, il Presidente della FIGC decide di organizzare uno spareggio per l'ammissione in Divisione Nazionale, concluso 3-3 a Firenze e con la vittoria gigliata a Terni per 1-0.
In questo torneo la società fu protagonista del Caso Savoia-Fiorentina; il club venne giudicato colpevole di omessa denuncia di corruzione e di essersi accordato con il Savoia per vincere lo scontro diretto della partita di ritorno dietro compenso, incentivandolo poi a giocare lealmente contro il Bari nel turno successivo. La federazione decise di non assegnare i due punti alla Fiorentina, sanzionando entrambe le società con pesanti multe (1000 lire al club gigliato) e squalificando alcuni dirigenti, come il fiorentino Agostini, a eccezione del presidente Luigi Ridolfi.

## Rosa
| N. |                   | Ruolo | Calciatore         |
| -- | ----------------- | ----- | ------------------ |
|    | Italia (bandiera) | P     | Mario Sernagiotto  |
|    | Italia (bandiera) | D     | Enrico Calzolari   |
|    | Italia (bandiera) | D     | Ernesto Romeo (I)  |
|    | Italia (bandiera) | D     | Vittorio Staccione |
|    | Italia (bandiera) | D     | Giovanni Tommasini |
|    | Italia (bandiera) | C     | Edgardo Bassi      |
|    | Italia (bandiera) | C     | Primo Bay          |
|    | Italia (bandiera) | C     | Mario Bernetti     |
|    | Italia (bandiera) | C     | Romeo II           |

| N. |                   | Ruolo | Calciatore          |
| -- | ----------------- | ----- | ------------------- |
|    | Italia (bandiera) | C     | Bruno De Santis     |
|    | Italia (bandiera) | C     | Aldo Nichele        |
|    | Italia (bandiera) | C     | Mario Paniati       |
|    | Italia (bandiera) | C     | Dario Pratoverde    |
|    | Italia (bandiera) | C     | Zelante Salvatorini |
|    | Italia (bandiera) | A     | Luigi Miconi        |
|    | Italia (bandiera) | C     | Romeo Carmelo       |
|    | Italia (bandiera) | A     | Raffaele Rivolo     |
|    | Italia (bandiera) | A     | Mario Scazzola      |

## Calciomercato
| Acquisti | Acquisti           | Acquisti     | Acquisti   |
| R.       | Nome               | da           | Modalità   |
| -------- | ------------------ | ------------ | ---------- |
| P        | Mario Sernagiotto  | Udinese      | definitivo |
| D        | Enrico Calzolari   | Spezia       | definitivo |
| D        | Vittorio Staccione | Torino       | definitivo |
| D        | Gianni Tommasini   | Torino       | definitivo |
| C        | Primo Bay          | Alessandria  | definitivo |
| C        | Edgardo Bassi      | CS Firenze   | definitivo |
| C        | Mario Bernetti     | Piacenza     | definitivo |
| C        | Mario Paniati      | Juventus     | definitivo |
| C        | Dario Pratoverde   | Genoa        | definitivo |
| A        | Luigi Miconi       | Udinese      | definitivo |
| A        | Raffaele Rivolo    | Andrea Doria | definitivo |
| A        | Mario Scazzola     | Livorno      | definitivo |

| Cessioni | Cessioni            | Cessioni         | Cessioni   |
| R.       | Nome                | a                | Modalità   |
| -------- | ------------------- | ---------------- | ---------- |
| C        | Giuseppe Baccilieri | Monfalconese CNT | definitivo |
| A        | Italo Bandini       |                  | definitivo |
| A        | Mario Baldini       |                  | definitivo |
| C        | Ermanno Barigozzi   |                  | definitivo |
| D        | Alberto Benassi     |                  | definitivo |
| A        | Giovanni Carulli    |                  | definitivo |
| C        | Giuseppe Focosi     |                  | definitivo |
| D        | Curzio Longoni      |                  | definitivo |
| D        | Jan Posteiner       |                  | definitivo |
| D        | Ernesto Romeo       |                  | definitivo |
| D        | Duilio Segoni       | Itala Firenze    | definitivo |
| P        | Vittorio Sbrana     |                  | definitivo |
| P        | Serravalli          |                  | definitivo |
| P        | Umberto Taddei      |                  | definitivo |
| A        | Rodolfo Volk        | Fiumana          | definitivo |

## Risultati

### Girone di andata
| Arbitro: | Reichlin (Napoli) |

|            |           |                 |
| Bay Miconi | Marcatori | Sansoni Risabbi |

| Taranto 9 ottobre 1927 2ª giornata | Taranto         | 0 – 0 | Fiorentina | Motovelodromo Corvisea\| Arbitro: \| Galli (Bologna) \| |
| Arbitro:                           | Galli (Bologna) |       |            |                                                         |

| Arbitro: | Medica (Bologna) |

|                        |           |        |
| Bay Miconi Salvatorini | Marcatori | Bobbio |

| Arbitro: | Malagodi (Ferrara) |

|          |           |        |
| Manzulli | Marcatori | Miconi |

| Arbitro: | U.Gama (Milano) |

|                  |           |  |
| Della Valle rig. | Marcatori |  |

| Arbitro: | Scarpi (Dolo) |

|  |           |                    |
|  | Marcatori | Bassi Bernetti Bay |

| Arbitro: | Mastellari (Bologna) |

|                  |           |  |
| Salvatorini rig. | Marcatori |  |

### Girone di ritorno
| Arbitro: | Bellini (Padova) |

|                                     |           |  |
| Miconi Rivolo Bay Bernetti Scazzola | Marcatori |  |

| Arbitro: | Bonello (Venezia) |

|  |           |        |
|  | Marcatori | Miconi |

| Arbitro: | Pozzi (Monza) |

|                  |           |              |
| Salvatorini rig. | Marcatori | rig. Scultro |

| Arbitro: | Parodi (Genova) |

|         |           |                 |
| Maresca | Marcatori | Miconi Bernetti |

| Arbitro: | Galli (Bologna) |

|                        |           |  |
| Bernetti 9’ Rivolo 44’ | Marcatori |  |

| Arbitro: | Scarpi (Dolo) |

|               |           |  |
| Nichele Bassi | Marcatori |  |

| Arbitro: | Mauro (Milano) |

|                             |           |                     |
| Rastelli Abriani Costantino | Marcatori | Rivolo Miconi Bassi |

## Statistiche

### Statistiche di squadra
| Competizione    | Punti | In casa | In casa | In casa | In casa | In casa | In casa | In trasferta | In trasferta | In trasferta | In trasferta | In trasferta | In trasferta | Totale | Totale | Totale | Totale | Totale | Totale | DR  |
| Competizione    | Punti | G       | V       | N       | P       | Gf      | Gs      | G            | V            | N            | P            | Gf           | Gs           | G      | V      | N      | P      | Gf     | Gs     | DR  |
| --------------- | ----- | ------- | ------- | ------- | ------- | ------- | ------- | ------------ | ------------ | ------------ | ------------ | ------------ | ------------ | ------ | ------ | ------ | ------ | ------ | ------ | --- |
| Prima Divisione | 18    | 7       | 5       | 2       | 0       | 23      | 5       | 7            | 3            | 2            | 2            | 12           | 8            | 14     | 8      | 4      | 2      | 35     | 13     | +22 |

### Andamento in campionato
| Giornata  | 1 | 2 | 3 | 4 | 5 | 6 | 7 | 8 | 9 | 10 | 11 | 12 | 13 | 14 |
| --------- | - | - | - | - | - | - | - | - | - | -- | -- | -- | -- | -- |
| Luogo     | C | T | C | T | T | T | C | C | T | C  | T  | C  | C  | T  |
| Risultato | N | N | V | N | P | V | V | V | V | N  | V  | V  | V  | P  |

Legenda:

Luogo: C = Casa; T = Trasferta. Risultato: V = Vittoria; N = Pareggio; P = Sconfitta.

### Statistiche dei giocatori
| Giocatore      | Prima Divisione | Prima Divisione |
| Giocatore      | Presenze        | Reti            |
| -------------- | --------------- | --------------- |
| E. Bassi       | 6               | 4               |
| P. Bay         | 10              | 4               |
| M. Bernetti    | 10              | 5               |
| E. Calzolari   | 13              | 0               |
| Carmelo        | 1               | 0               |
| B. De Santis   | 1               | 0               |
| L. Miconi      | 11              | 14              |
| A. Nichele     | 1               | 1               |
| M. Paniati     | 6               | 0               |
| D. Pratoverde  | 13              | 0               |
| R. Rivolo      | 14              | 3               |
| E. Romeo       | 12              | 0               |
| Romeo II       | 0               | 0               |
| Z. Salvatorini | 14              | 3               |
| M. Scazzola    | 12              | 1               |
| M. Sernagiotto | 14              | 0               |
| V. Staccione   | 13              | 0               |
| G. Tommasini   | 3               | 0               |